# 김형종
김형종(1973년 10월 18일 ~ )은 대한민국의 배우이다.

## 학력
- 서울예술대학 연극과

## 출연작

### 영화
- 《흥부》 (2018년) - 곽도겸 역
- 《강철비》 (2017년) - 이향필 역
- 《소수의견》 (2015년) - 김수만 역
- 《공정사회》 (2013년) - 흥신소장 역
- 《결정적 한방》 (2011년) - 근석보좌관 역
- 《통증》 (2011년) - 양아치 역
- 《혈투》 (2011년) - 의금부도사 역
- 《7급 공무원》 (2009년) - 상봉 역
- 《실미도》 (2003년) - 해일 역
- 《화산고》 (2001년) - 심마 역

### 드라마
- 《미스티》 (JTBC, 2018년) - 변우현 역
- 《언제나 봄날》 (MBC, 2016년) - 주문식 역
- 《귀신 보는 형사 처용 2》 (OCN, 2015년) - 도형준 역
- 《신의》 (SBS, 2012년) - 목은 이색 역
- 《여제》 (ETN, 2011년) - 장태수 역
- 《도망자 플랜 B》 (KBS2, 2010년) - 김 형사 역
- 《아이리스》 (KBS2, 2009년) - 북한 공작원 역
- 《누구세요?》 (MBC, 2008년) - 사채업자 1 역
- 《MBC 베스트극장 - 가리봉 오션스 일레븐》 (MBC, 2005년)
- 《남자가 사랑할 때》 (SBS, 2004년) - 동식 역
- 《유리구두》 (SBS, 2002년) - 한수탁 역
- 《우리집》 (MBC, 2001년)
- 《비단향꽃무》 (KBS1, 2001년)
- 《딱좋아!》 (SBS, 2001년)
- 《가을동화》 (KBS2, 2000년) - 최종철 역
- 《성난 얼굴로 돌아보라》 (KBS2, 2000년)
- 《해뜨고 달뜨고》 (KBS1, 1999년)
- 《광끼》 (KBS2, 1999년)
- 《학교》 (KBS2, 1999년) - 한원석 역

### 방송
- 《둘이서 세계로》 (MBC, 2014년)

### 연극
- 《신부의 아버지》 (2004년)
- 《맥베스》 (2002년)
- 《서푼짜리 오페라》 (1997년)

### 뮤직비디오
- 손성훈 - 널 사랑하기에 (2000년)
- 견우 - 내눈물이하는말 (2005년)

## 수상
- 1992년 동랑연극제 연기상